# マソラ
マソラとは、
- ユダヤ社会に伝統的に伝えられてきたヘブル語聖書本文のこと→マソラ本文
- 紀元5世紀ころから9世紀ころまでの間、マソラ本文を伝える役割を果たした学者であり、かつユダヤ教の宗教的指導者であったような人々のこと→マソラ学者
- もともとの伝統的なヘブル語聖書に、母音、アクセント記号、句読点、マソラ（下記の注釈）などが書き加えられたヘブル語聖書のこと→マソラ写本
- マソラ写本において本文を正しく伝えるために聖書本文の周囲に付けられた注釈のこと。本項目で詳述する。

## 概要
「マソラ」とは、マソラ本文と呼ばれるユダヤ教社会に伝統的に伝えられてきたヘブル語聖書の本文を伝える写本（いわゆるマソラ写本）において聖書本文の周囲に書かれた注釈のことをいう。その中には釈義的な記述も存在するが、大部分は聖書本文を写し取る時に間違いが起こった場合にそのことが明らかになるようにするためのさまざまな注意書きである。
本来「マソラ」とはヘブル語で伝統の伝えることを意味するとされる語であるとされており、聖書の中に伝えられるユダヤ社会の正しい伝統を守るためのものという意味でそう呼ばれているとされている。
ユダヤ教の伝統では、聖書を写し取るときはそのマソラも共に写し取るべきであるとされており、「マソラの無い写本は不完全な写本である。」と考えられている。

## 内容
マソラはそれが書かれる場所によって次のようにいくつかの部分に分かれている。それぞれの場所ごとに概ね何が書かれるかも決まっている。
- 巻頭マソラ
一つの書物の冒頭に書かれるもの。
- 縁のマソラ
大マソラと小マソラの総称
  - 大マソラ

欄の上と下に書かれるもの。
  - 小マソラ

欄と欄の間に書かれるもの。
- 巻末マソラ
一つの巻物の末尾に書かれるもの。

小マソラでは、大きすぎる文字、小さすぎる文字、つり上がった文字、ちぎれた文字、逆転した文字、閉じたメム、開いたメム（※メムは/m/の音価のヘブライ文字）、点、空白（ビスカー）、分離符、ケリー・ケティーブ、写本家（ソーフェリーム）の訂正、写本家の省略といったマソラ本文に存在するさまざまな特異な現象が注記される。また写し取るに当たって間違いやすい、特異な単語・特異な表現についての注釈なども存在する。
大マソラでは、小マソラに記載された特異な表現がその書物の中で、または聖書全体の中で何カ所有り、他にはどこに現れるかといったことを書く形で小マソラに記載された注記がより詳しく説明される。
巻頭マソラ及び巻末マソラでは、小マソラや大マソラで書かれた注意書きが再度まとめた形で書かれる他、ある書物が全体で何文字あるのか、あるいは全体でいくつの単語があるのか。ある単語は全部でいくつあるか。ある書物のちょうど真ん中の文字はどれになるのかといったことが書かれている。
これらのマソラとマソラを付されている本文そのものを照合することによって、聖書本文が誤り無く写し取られているのかどうかを確認することが出来るようになっている。